# Morteza Pashaei
Morteza Pashaei (em persa: مرتضی پاشایی) – (Teerã, 13 de agosto de 1984 – Teerã, 14 novembro de 2014) foi um músico, compositor e cantor pop iraniano.
Nascido e criado em Teerã, Pashaei estudou design mas tinha interesse por música desde a infância. Começou a tocar guitarra com a idade de quatorze anos. Em 2013, foi diagnosticado com câncer de estômago e hospitalizado em Teerã, onde morreu aos 30 anos de idade. Centenas de fãs se reuniram em torno de seu hospital. Como anunciar a notícia de sua morte, milhares de pessoas de língua-persa em todo o mundo estavam de luto.

## Biografia
Morteza Pashaei nasceu no Aryashahr, Teerã. Estudou na Universidade Islâmica Azad e se formou em 2008.

## Carreira
Pashaei começou como profissional da música em 2009, com a edição de vídeos de suas músicas na internet. O seu trabalho foi influenciado por Shadmehr Aghili e por Mohsen Yeganeh. Pashaei ficou mais conhecido após gravar "Yeki Hast", canção que deu nome ao álbum gravado em outono de 2012.[carece de fontes?]

## Álbuns
| ano  | Álbun          | nativo persa | Ref   |
| ---- | -------------- | ------------ | ----- |
| 2012 | Yeki hast      | یکی هست      | [ 4 ] |
| 2013 | Gole Bita      | گل بیتا      | [ 5 ] |
| 2014 | Esmesh Eshgheh | اسمش عشقه    |       |

## Discografia
| ano  | nome                 | nativo persa     | nota                              |
| ---- | -------------------- | ---------------- | --------------------------------- |
| 2009 | Be Dadesh Residam    | به دادش رسيدم    |                                   |
| 2010 | Edeaye Eshgh         | ادعای عشق        |                                   |
| 2010 | Bezar Begam          | بذار بگم         |                                   |
| 2010 | Chand Rooz           | چند روز          |                                   |
| 2010 | Mimiram              | می میرم          |                                   |
| 2010 | Yeki Hast            | یکی هست          |                                   |
| 2010 | Ziyadi               | زیادی            |                                   |
| 2010 | Adam Kosh            | آدم کش           |                                   |
| 2010 | Gole Atlasi          | گل اطلسی         |                                   |
| 2010 | Bezar Begam          | بذار بگم         |                                   |
| 2011 | Cheshmaye Man        | چشمای من         |                                   |
| 2011 | Setayesh             | ستایش            |                                   |
| 2011 | Adam Ahani           | آدم آهنی         |                                   |
| 2011 | Nafas                | نفس              |                                   |
| 2011 | Be goshet Mireseh    | به گوشت میرسه    |                                   |
| 2011 | Shayad Beporsi       | شاید بپرسی       |                                   |
| 2011 | Dorogh Dost Dashtani | دروغ دوست داشتنی |                                   |
| 2011 | Baraye Nasser        | برای ناصر        | in honour of Nasser Hejazi        |
| 2011 | Mikham Begam         | میخوام بگم       |                                   |
| 2012 | Chetoor Delet Omad   | چطور دلت اومد    |                                   |
| 2012 | Ro To Bargardon      | روتو برگردون     |                                   |
| 2012 | Hala Omadi           | حالا اومدی       |                                   |
| 2012 | Dele Man, Dele To    | دل من؛ دل تو     |                                   |
| 2012 | Jadeye Yek Tarafeh   | جاده یک طرفه     |                                   |
| 2012 | Eshghe Man           | عشق من           |                                   |
| 2013 | Roze Barfi           | روزه برفی        | with Mohammad Reza Golzar         |
| 2013 | Asre Paeezi          | عصر پائیزی       |                                   |
| 2013 | Gerye Kon            | گریه کن          |                                   |
| 2013 | Mahe Man             | ماه من           |                                   |
| 2013 | Gole Bita            | گل بیتا          |                                   |
| 2013 | Mano Bebakhsh        | ادعای عشق        |                                   |
| 2013 | Mesle Shisheh        | مثل شیشه         |                                   |
| 2013 | To Rast Migi         | تو راست میگی     |                                   |
| 2013 | Rozhaye Sakht        | روزهای سخت       |                                   |
| 2013 | Mahe Man             | ماه من           |                                   |
| 2013 | Ghasam               | قسم              |                                   |
| 2014 | Yadete               | یادته            |                                   |
| 2014 | To Fekretam          | تو فکرتم         |                                   |
| 2014 | Taghsir              | تقصیر            |                                   |
| 2014 | Negaran Mani ...     | نگران منی ...    |                                   |
| 2014 | Ghalbam Ro Tekrare   | قلبم رو تکراره   |                                   |
| 2014 | Boghz                | بغض              | presentation to Benyamin Bahadori |
| 2014 | To Rafti             | تو رفتی          |                                   |